# Tadeusz Zwoliński
Tadeusz Zwoliński (ur. 16 października 1893 w Krakowie, zm. 27 listopada 1955 w Zakopanem) – polski kartograf, autor przewodników, speleolog, księgarz, fotograf.

## Życiorys

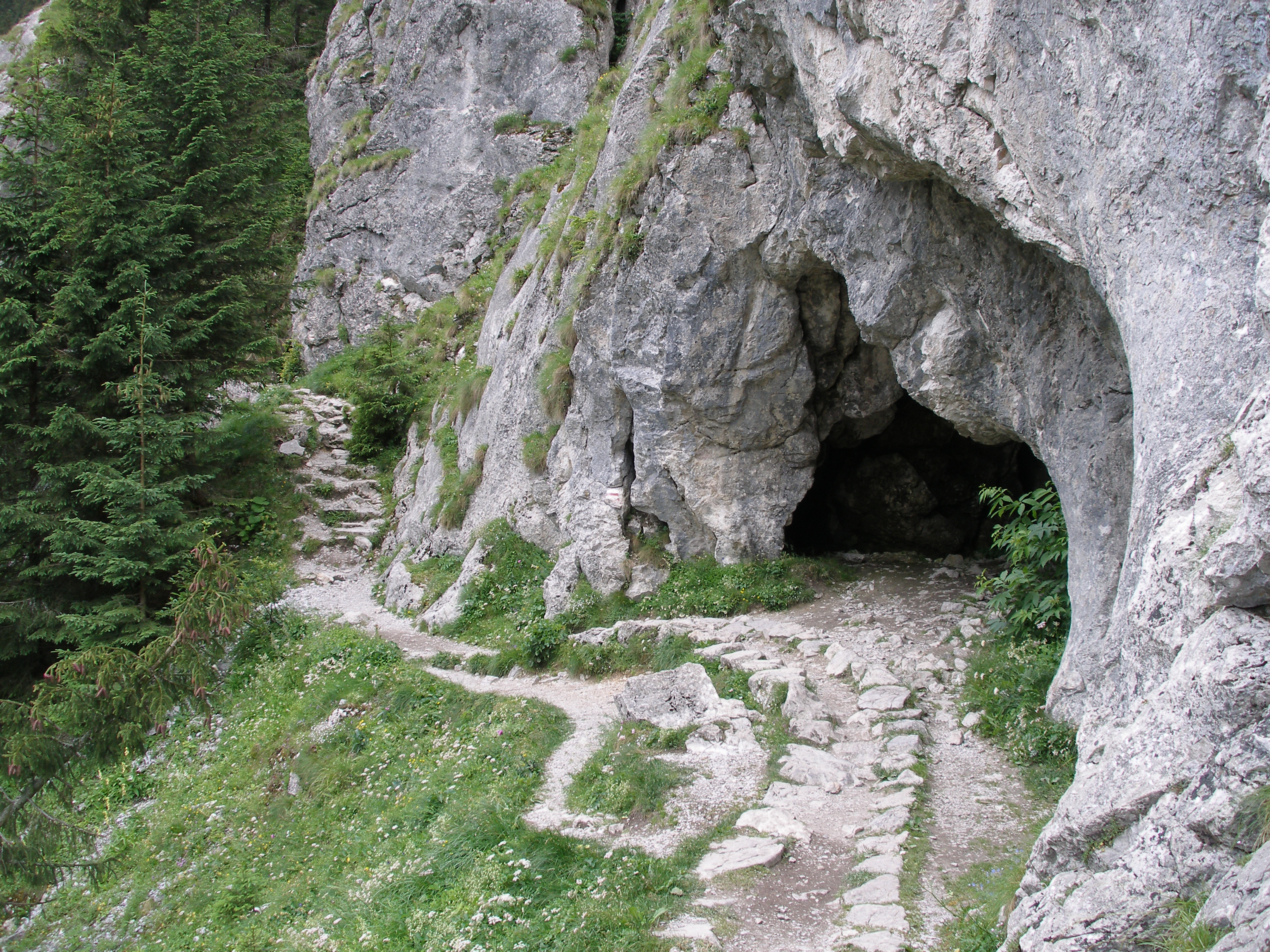
Otwór Jaskini Obłazkowej, w której Tadeusz Zwoliński odkrył nowe korytarze

Tadeusz Zwoliński wspólnie ze swoim młodszym bratem Stefanem od wczesnych lat interesował się Tatrami. Ich pasją było poznawanie podziemnego świata Tatr. Od roku 1921 zaczęli systematyczną eksplorację jaskiń tatrzańskich. Obaj bracia odkryli wiele nowych jaskiń, m.in. Poszukiwaczy Skarbów, Piwnicę Miętusią, Średnią Kasprową. Odkrywali też nowe korytarze w znanych już jaskiniach, m.in. w Mylnej, Obłazkowej i Zimnej.
Tadeusz Zwoliński dokonał pionierskiej pracy jako kartograf, wydając wielokrotnie mapy Tatr Polskich, Tatr Wysokich i Tatr Bielskich, a także całego masywu tatrzańskiego. Był autorem przewodników tatrzańskich. Pierwsze wydanie, opublikowane wspólnie z bratem, ukazało się w 1922 r. i nosiło tytuł: Zakopane – stacja klimatyczna w Tatrach. Krótki przewodnik po Zakopanem i okolicy. Było ono zalążkiem obszernego, obejmującego już cały obszar Tatr następnego przewodnika. Kolejne wydania ukazywały się w latach: 1925, 1927, 1930 – wspólnie z bratem – oraz w roku 1936 i w latach powojennych już samodzielnie. Był także autorem przewodników narciarskich po Tatrach.
Działał w strukturach Polskiego Towarzystwa Tatrzańskiego, gdzie w latach 1946–48 był członkiem Zarządu Głównego oraz w PTTK. W latach 1923–50 wspólnie z bratem prowadził księgarnię w Zakopanem założoną przez ich ojca – Leonarda.
Tadeusz Zwoliński znany był także jako autor fotografii przedstawiających tatrzańskie pejzaże. Wiele jego zdjęć ukazywało się w formie widokówek.
W roku 1948 Tadeusz Zwoliński został odznaczony Krzyżem Kawalerskim Orderu Odrodzenia Polski.
Pochowany został na Cmentarzu Zasłużonych na Pęksowym Brzyzku w Zakopanem.

## Publikacje
Tadeusz Zwoliński był autorem przewodnika tatrzańskiego: Zakopane – stacja klimatyczna w Tatrach. Krótki przewodnik po Zakopanem i okolicy (wyd. 1922, 1925, 1927, 1930 – wydania wspólnie ze swym bratem Stefanem, 1936 i wydania powojenne – już samodzielnie), przewodników narciarskich: Zakopane i Tatry Polskie w zimie (1934) oraz Tatry i Zakopane w zimie (1946). Wyniki swoich badań eksploracyjnych w tatrzańskich jaskiniach publikował m.in. w „Wierchach” (Nieznane groty doliny Kościeliskiej, t. 1, Lwów 1932).